# Wohnhaus Gartenstraße 3 (Calvörde)
Das Wohnhaus Gartenstraße 3 in Calvörde steht unter Denkmalschutz.

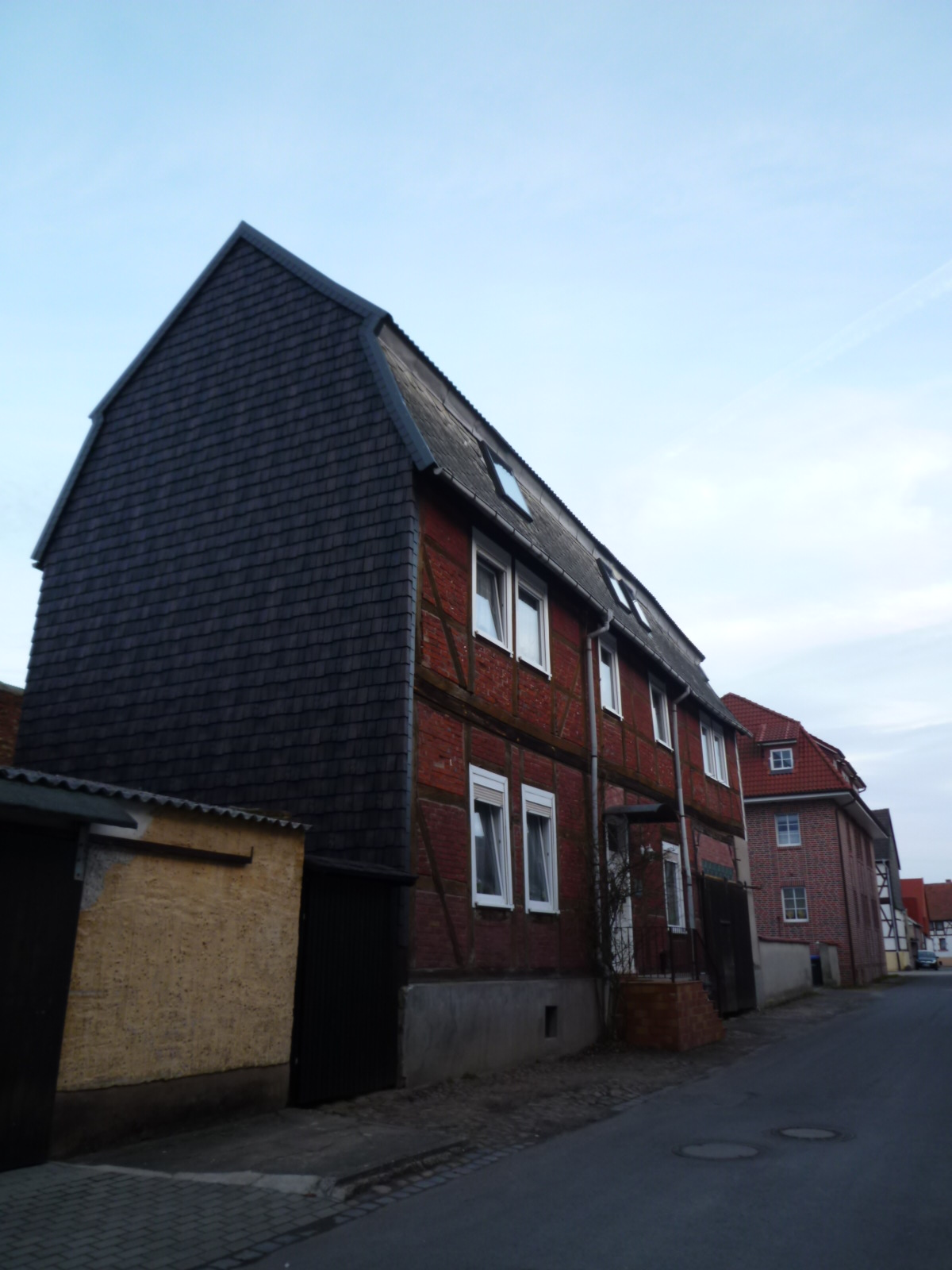
Wohnhaus, rechte Seitenansicht 2011

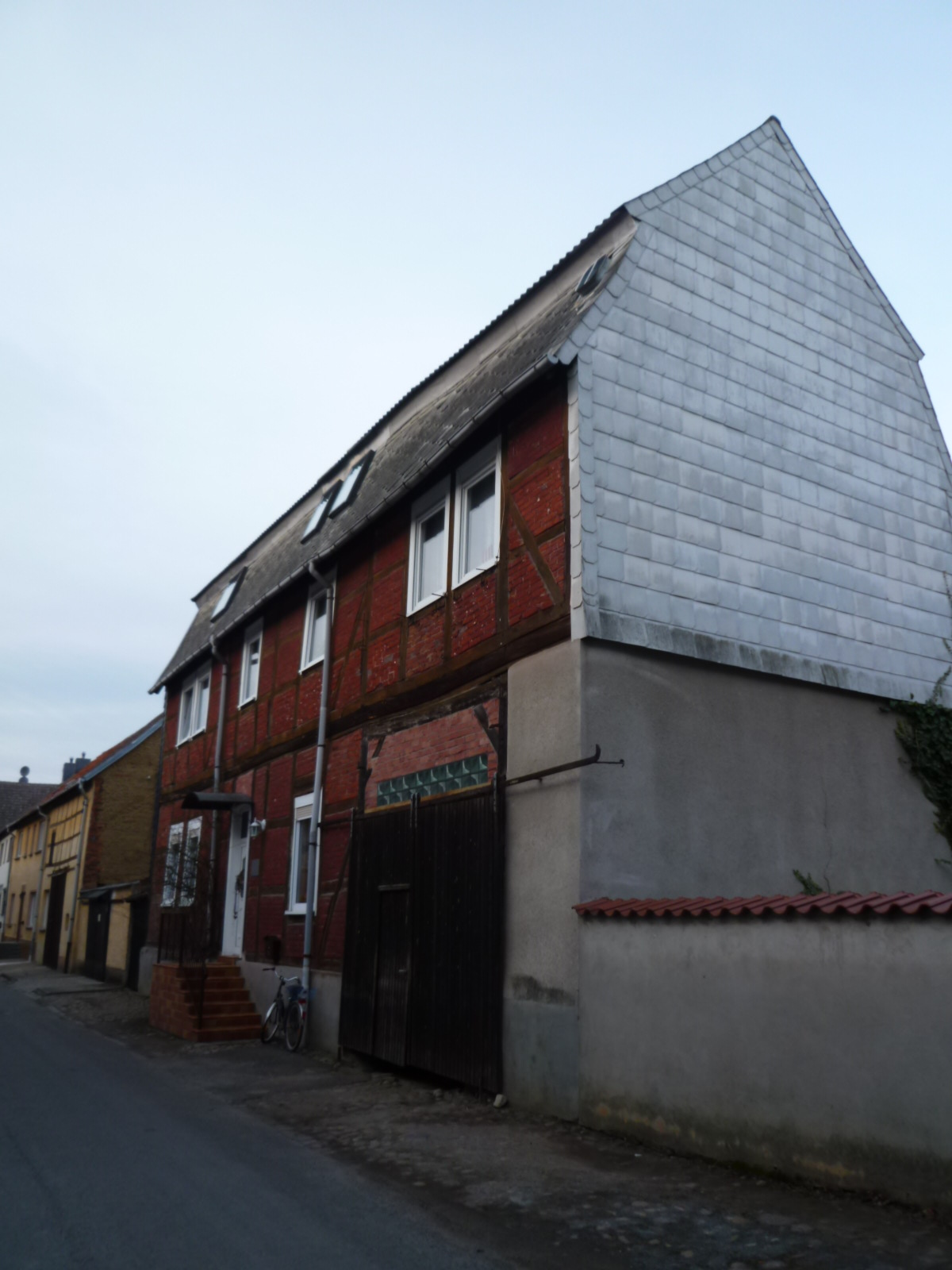
Wohnhaus, linke Seitenansicht 2011

## Lage und Beschreibung
Das Fachwerkhaus steht in der Gartenstraße von Calvörde und besitzt ein Mansarddach. Das Fachwerkgebäude entstand im späten 18. Jahrhundert und wurde im Laufe der Jahrhunderte mehrfach baulich verändert. Trotz dieser Überformung ist das Fachwerkhaus immer noch in ganzer Länge ein bestimmender Bau in der Gartenstraße. Das Wohnhaus ist ein Ackerbürgerhof gehobenen Standes (vergleichbar Neustadtstraße 3) und ist verhältnismäßig schmal, aber hoch dimensioniert.